# 情報フレッシュ便 さらさらサラダ
『情報フレッシュ便 さらさらサラダ』（じょうほうフレッシュびん さらさらサラダ）は、NHK名古屋放送局が愛知・岐阜・三重の東海3県向けに放送した昼前の地域情報番組である。冠タイトルを外して「さらさらサラダ」と呼ばれる場合もある。

## 概要
2003年度にスタート。当初は11時台に全国ニュース以外の枠を全て使って放送していた。2005年3月末から9月末までは、2005年日本国際博覧会（愛・地球博）の開催に際して、会場内にNHKが設置したグローバルスタジオに舞台を移し、タイトルも『さらさらサラダ 愛・地球博』に変更。この間は通常放送していない土曜日にも枠を広げ、エリアについても名古屋が管轄する東海北陸7県全てだけでなくごく一部関東も対象とした。
2006年度改編で地域放送枠が縮小され今日に至る。翌2007年4月9日以降は、NHK名古屋放送センタービルの“プラザウェーブ21”から公開生放送する形式をとっている。
岐阜・津両放送局は一部時間帯を県域枠に差し替える（このため11:50に飛び降りポイントを設けている）ほか、岐阜では月最終金曜日は放送を休む。
祝日・高校野球・国会中継時は休止となるが、そのほかにも2013年1月16日には「歌会始」の中継（10:30-11:45）のため番組自体休止し、残りの空いた時間帯には穴埋め番組として11:45-11:50に「NHKプレマップ」、11:50-11:54には「海底の花園 サンゴの美～沖縄 慶良間諸島～」（名古屋放送局のみ。岐阜・津両放送局は通常通り県域枠の地域情報番組）が編成された。
東日本大震災後、NHKは受信料値下げの影響もありテレビの地域放送枠について削減の一途をたどっているが、その関係で2013年3月21日の放送を最後に打ち切られ、10年の歴史に幕を下ろした。後継番組は『東海北陸フレッシュ便 さらさらサラダ → さらさらサラダ』で、曜日によりエリアを一気に名古屋局が管轄する東海・北陸全体に広げて放送される。

## 時間枠、放送時間の変遷とNHK東海3県放送局の放送状況
2003年度 - 2005年度
平日 11:05～12:00
2006年度 - 2012年度
平日 11:30～12:00
| 時刻  | 愛知                                    | 三重                            | 岐阜                            | 岐阜                                                                   |
| ----- | --------------------------------------- | ------------------------------- | ------------------------------- | ---------------------------------------------------------------------- |
| 11:30 | 情報フレッシュ便 さらさらサラダ         | 情報フレッシュ便 さらさらサラダ | 情報フレッシュ便 さらさらサラダ | た〜んとみのひだ （最終金曜） （11:54～11:57 東京から 全国の気象情報） |
| 11:50 | 引き続き さらさらサラダ                 | みえ〜るくん情報                | みのひだ情報局                  | た〜んとみのひだ （最終金曜） （11:54～11:57 東京から 全国の気象情報） |
| 11:50 | （11:54～11:57 東京から全国の気象情報） |                                 |                                 | た〜んとみのひだ （最終金曜） （11:54～11:57 東京から 全国の気象情報） |

## 番組コーナー
全コーナーともに決まった曜日に放送するわけではない。
- さらさらクッキング
- さらさら特集
- さらさらカフェ-ゲストを迎えてのトークコーナー（国会中継などで番組が休止になった場合は、放送予定日に収録をして後日放送するというスタイルになっている）
- さらさらカルチャー
- バスに揺られて-視聴者投票によって選ばれた目的地まで、名古屋市営バスを使いながら人々との交流や面白いものを紹介する。2007年4月からは東海3県に拡大する（収録）。
- さらさらサーチ-なんぺい&さやかがリサーチするコーナー
- さらさらガイド-エリアの話題や防災に関する情報、イベントガイドなどを伝える（毎日、11:50からの放送のため愛知県の話題が中心になる）
- 気象情報 - 11:54 - 11:57迄は東京から全国の気象情報、11:57 - 12:00は各局差し替え。ちなみに当番組では静岡県は西部と中部の予報を読み上げている。

など

### 過去
- アナたに聞きたい（アナウンサー紹介）

## 出演者

### 歴代出演者一覧
| 年度 | 男性 （アナウンサー） | 女性     |
| ---- | --------------------- | -------- |
| 2003 | 町永俊雄              | 小穴薫   |
| 2004 | 黒沢保裕              | 竹内里枝 |
| 2005 | 黒沢保裕              | 竹内里枝 |
| 2006 |                       | 竹内里枝 |
| 2007 | 三橋大樹              |          |
| 2008 | 鈴木聡彦              |          |
| 2009 | 鈴木聡彦              |          |
| 2010 | 鈴木聡彦              | さやか結 |
| 2011 | 神門光太朗            | さやか結 |
| 2012 | 神門光太朗            | さやか結 |
2007年度から3年間はNHK名古屋放送局勤務（勤務当時も含む）の男性アナウンサー1人で番組を進行したため、女性アシスタントは設けてない。

### コーナーレギュラー
50音順で、太字は出演中の人物。
- 小笠原誓（園芸研究家）
- 神谷浩（学芸員・名古屋市美術館学芸課長）
- 木本文平（学芸員・愛知県美術館企画普及課長）
- 清水良典（愛知淑徳大学文化創造学部教授）
- 田中稔（フードコーディネーター）
- 廣瀬ちえ（シェフ）